# Rhacophorus pseudomalabaricus
Rhacophorus pseudomalabaricus là một loài ếch trong họ Rhacophoridae. Chúng là loài đặc hữu của Ấn Độ.
Các môi trường sống tự nhiên của chúng là rừng mây ẩm nhiệt đới và cận nhiệt đới và đầm nước ngọt có nước theo mùa. Loài này đang bị đe dọa do mất môi trường sống.